# Кошмар дома на холмах (фильм, 1978)
«Кошмар дома на холмах» (англ. The Toolbox Murders — «Убийства с ящиком для инструментов») — американский слэшер 1978 года, снятый Дэннисом Доннелли по сценарию Роберта Истера, Невы Фриденн и Энн Кайндберг. Главные роли исполнили Кэмерон Митчелл, Памелин Фердин и Уэсли Юр. В центре сюжета — серия жестоких убийств в жилом комплексе и последующее похищение девочки-подростка. По словам авторов, фильм основан на реальных событиях. Несмотря на то, что фильм был разгромлен критиками, впоследствии он получил культовый статус.

## Сюжет
Мужчина в чёрном едет по Лос-Анджелесу. Рядом с автосалоном мужчина вспоминает автокатастрофу, произошедшую на месте, в которой погибла молодая женщина. Он приезжает в жилой комплекс и убивает миссис Эндрюс, женщину-арендатора (которая узнает его) с помощью электрической дрели. После этого мужчина надевает лыжную маску и убивает ещё двух женщин, первую молотком, а вторую отвёрткой. Вызвана полиция, которая опрашивает людей, обнаруживших тела, а также Вэнса Кингсли, владельца здания. На следующую ночь убийца наносит новый удар, врывается в квартиру женщины, мастурбирующей в ванной, и стреляет ей в живот и голову из нейлера. Затем убийца похищает Лори Баллард, пятнадцатилетнюю девочку, которая живёт в вышеупомянутой квартире со своей семьей.
Брат Лори Джоуи допрашивается детективом Джеймисоном и, разочарованный, казалось бы, небрежным отношением детектива к исчезновению Лори, решает искать свою сестру самостоятельно. Осматривая дома убитых женщин, Джоуи встречается с Кентом, племянником Вэнса, которого наняли убирать квартиры умерших жильцов. Пока Джоуи помогает Кенту, тот упоминает, что Вэнс стал совсем другим с тех пор, как Кэти (его двоюродная сестра и дочь Вэнса) погибла в автомобильной катастрофе.
Выясняется, что Вэнс — серийный убийца, доведенный до безумия и религиозного бреда из-за смерти его дочери. Он убивает грешников и похищает Лори (которую держат связанной и с кляпом во рту в спальне Кэти), чтобы заменить Кэти. Во время разговора с детективом Джеймисоном Джоуи понимает, что все улики указывают на то, что убийца — Вэнс, поэтому он идёт в дом Кингсли, а за ним следует Кент (который ранее видел связанную и с кляпом во рту Лори в доме своего дяди). Джоуи находит окровавленные инструменты в гараже Вэнса и сталкивается с Кентом, который обрызгивает Джоуи керосином и сжигает его заживо, чтобы защитить свою семью.
Кент заходит к Вэнсу, разговаривающему с Лори, и приводит в ярость своего дядю, говоря ему, что у него и Кэти были кровосмесительные отношения. Вэнс и Кент дерутся, и Кент заканчивает тем, что смертельно колет Вэнса кухонным ножом. Кент идет к Лори, разрезает её путы и насилует. После этого Кент ведет себя так, как будто он и Лори женаты, и признается, что он убил Джоуи и Вэнса, Лори закалывает его ножницами. Ошеломлённая и окровавленная Лори бредет по улице.
Интертитры утверждают, что фильм был инсценировкой событий, произошедших в 1967 году, и что Лори после этого находилась в больнице в течение трёх лет и теперь проживает в Сан-Фернандо с мужем и ребёнком.

## В ролях
- Кэмерон Митчелл — Вэнс Кингсли
- Памелин Фердин[англ.] — Лори Баллард
- Уэсли Юр[англ.] — Кент Кингсли
- Николас Бови — Джоуи Баллард
- Тим Доннелли — детектив лейтенант Марк Джеймисон
- Анета Корсо[англ.] — Джоан Баллард
- Вера Максуэйн — миссис Эндрюс
- Марси Дрейк — Дебора
- Эвелин Герреро[англ.] — Мария
- Бетти Коул — жена Джона
- Джон Хокер — Джон
- Дон Даймонд[англ.] — сержант Кэмерон

## Производство
Идея фильма возникла в 1977 году, когда лос-анджелесский продюсер Тони Дидио захотел снять малобюджетный фильм ужасов после того, как он узнал о кассовом успехе повторного проката «Техасской резни бензопилой» Тоуба Хупера. После разговора с прокатчиками фильма Дидио решил, что выпустит собственный малобюджетный фильм ужасов. Дидио нанял сценаристов Энн Киндберг, Роберта Истера и Неву Фриденн, заказав им сценарий, который был бы похож на фильм Хупера. Как утверждает журналистка Линда Гросс, сценарий был навеян убийствами женщин в Миннесоте, при которых убийца использовал различные инструменты. По словам же журналиста Грегори Буркарта, убийства в фильме были частично вдохновлены преступлениями британского серийного убийцы Питера Сатклиффа, известного как «Йоркширский потрошитель».
Основные съемки начались летом 1977 года в Канога-парке, Лос-Анджелес, в местах на улицах Шерман-Уэй и Вановен. Фильм был снят в общей сложности за 18 дней, при бюджете примерно в 165 000 долларов.

## Релиз
Премьера фильма в США состоялась 17 февраля 1978 года в Эль-Пасо, Техас. К середине года кассовые сборы фильма составляли примерно 512 000 долларов. 1 ноября премьера фильма состоялась в Лос-Анджелесе.
В 1979 году фильм демонстрировался на Международном фестивале фантастических фильмов в Сиджесе, Испания. В 1981 году картина была выпущена в прокат в Мексике, а в 1982 году — в ФРГ. В Великобритании фильм был запрещён к показу.
Фильм был выпущен на VHS компанией VCI/Anchor Bay 15 сентября 1989 года. Отредактированная версия на DVD была выпущена в Великобритании в 2000 году компанией VIPCO, а в 2017 году компанией 88 Films — оригинальная. Фильм также был выпущен в качестве специального DVD-издания Blue Underground в 2003 году и переиздан на Blu-ray в 2010 году.

## Отзывы критиков
После выхода фильм получил в основном негативные отзывы. Линда Гросс из Los Angeles Times заявила, что фильм «дегенеративный, немотивированный и порнографический мусор». Фред Белдин из The New York Times раскритиковал фильм, назвав персонажей «топорными», а его финал «невероятно глупым». Роберт Фришинг из AllMovie описал фильм как «женоненавистнический» и «противный мусор».
Писатель Стивен Кинг назвал этот его своим любимым фильмом ужасов.

## Ремейк
В 2004 году на экраны вышел одноимённый ремейк фильма, снятый Тоубом Хупером. При этом сюжет имел некоторое расхождение с оригиналом.